# Michael Novak
Michael Novak (ur. 9 września 1933 w Johnstown, zm. 17 lutego 2017 w Waszyngtonie) – amerykański politolog, ekonomista, teolog, ambasador USA, bliski współpracownik Ronalda Reagana. Związany był także z Radiem Wolna Europa, wspierał obalanie komunizmu w Europie Wschodniej.

## Życiorys
Od lat 60. nieustannie zajmował się działalnością akademicką i pisarską. Wykładał między innymi na Harvardzie, Syracuse University, University of Notre Dame. W swych pracach zajmował się głównie łączeniem społecznej nauki Kościoła katolickiego ze współczesną myślą ekonomiczno-społeczną.
Jego najsłynniejsze dzieło to Duch demokratycznego kapitalizmu, wydane w USA 1982 (w Polsce podziemne wydanie w 1986; wydanie oficjalne 2001 – Wydawnictwo W drodze), w którym przedstawia kapitalizm jako system będący nie tylko ucieleśnieniem wolności gospodarczej, ale także jako element szerszej wizji społeczeństwa demokratycznego, w którym istotne są trzy płaszczyzny: polityczna, kulturalna i ekonomiczna. Dowodzi również, iż kapitalizm w swych założeniach jest zgodny z tradycją judeochrześcijańską. Książka ta została przetłumaczona na wiele języków i weszła do kanonu ważnych lektur społeczno-ekonomicznych. Powszechnie uważa się, że wiele idei zawartych w tej pracy było podstawą do wypracowania stanowiska Kościoła katolickiego wobec gospodarki wolnorynkowej. Zostało ono zawarte w encyklice Jana Pawła II Centesimus annus.
Inne jego prace to m.in.: Przebudzenie etnicznej Ameryki, Liberalizm, sprzymierzeniec czy wróg Kościoła, Tato, dlaczego wierzysz?, Biznes jako powołanie chrześcijanina,  Boga nikt nie widzi. Noc ciemna ateistów i wierzących. Ta ostatnia książka ma charakter polemiczny, a zainspirowana została publikacjami ateistów Richarda Dawkinsa, Daniela Denneta, Sama Harrisa, Christophera Hitchensa.
W 1997 otrzymał doktorat honoris causa Uniwersytetu Ekonomicznego w Bratysławie.